# باتريك جين

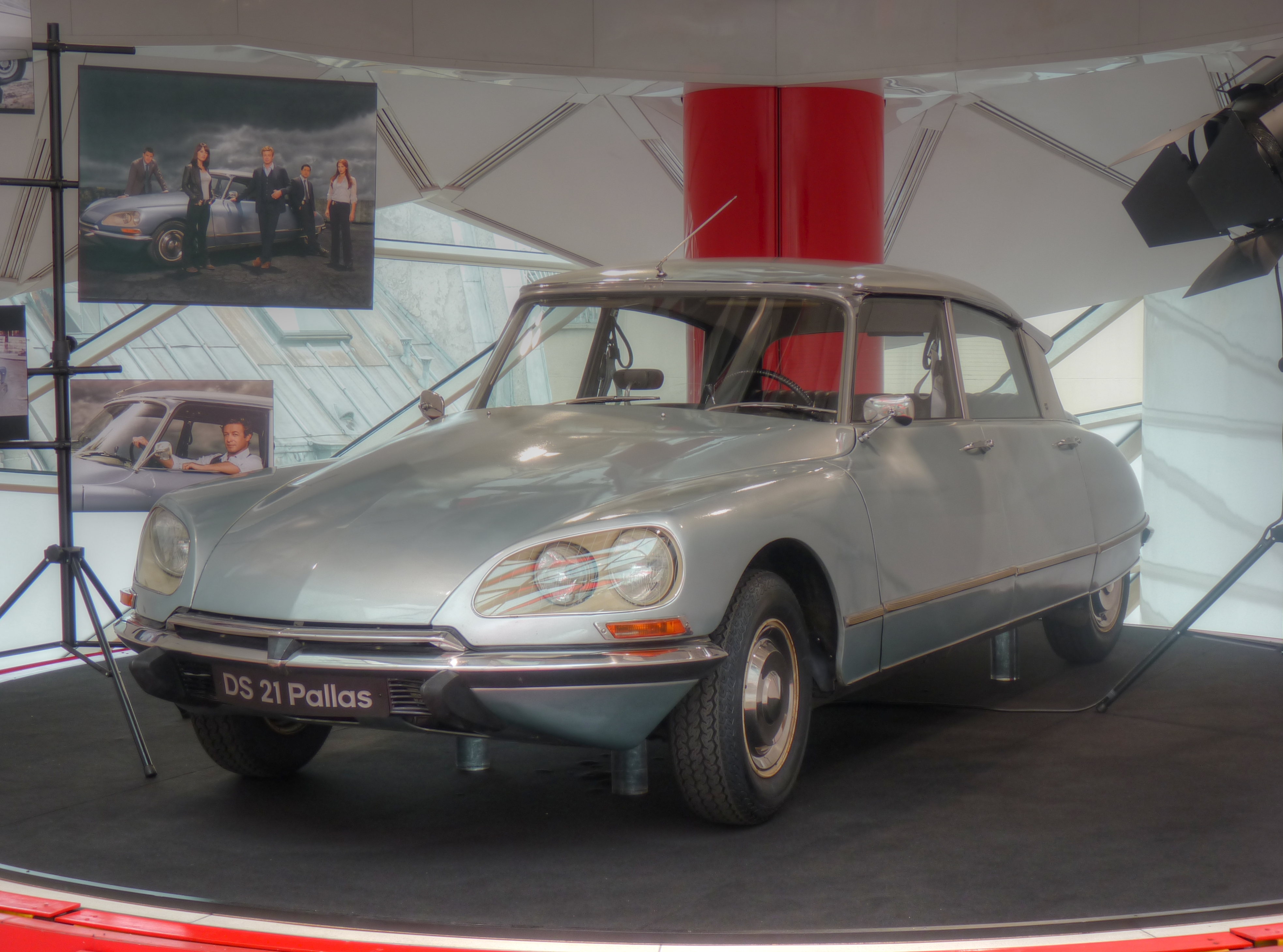
السيارة سيتروين دي إس 21 التي استُخدمت في المسلسل

باتريك جين هو شخصية خيالية وبطل المسلسل الدرامي البوليسي الأمريكي ذا منتاليست الذي عُرض على شبكة CBS. يجسّد الشخصية الممثل الأسترالي سايمون بيكر، ويُقدَّم جين مستشارًا يتمتّع بدقّة الملاحظة وحُسن الاستنتاج، ويستخدم أساليب غير تقليدية في التحقيق.
يعمل باتريك جين مستشارًا مستقلًا لدى (مكتب كاليفورنيا للتحقيقات CBI)، موظِّفًا مهاراته في الملاحظة الدقيقة وتحليل السلوك البشري التي صقلها خلال عمله السابق كوسيطٍ روحيٍّ مدّعٍ. وينطلق تعاونه مع المكتب من دافعٍ شخصي بعد مقتل زوجته وابنته على يد قاتل متسلسل يُعرف باسم «ريد جون»، إذ يوجّه خبرته لفهم أنماط جرائمه وتعقّبِه دعمًا لتحقيقات السلطات.
وُصِفَتْ شخصيةُ باتريك جين بأنّها تمزجُ ذكاءَ المحقّق الشهير شرلوك هولمز بدهاءِ المخادِع وفِطنتِه؛ إذ تجمعُ قدرةً تحليليةً رفيعةً مع مهارةٍ في التلاعب والإقناع. وصُمِّمت لتجسِّد حضورًا آسرًا وكاريزما لافتة، واستُلهم مظهرُها وأسلوبُها من رموز السينما الكلاسيكية، ولا سيّما كاري غرانت.

رُشّح سايمون بيكر لعدة جوائز عن أدائه في دور باتريك جين، من بينها جائزة الإيمي برايم تايم لأفضل ممثل رئيسي في مسلسل درامي، وجائزة الغولدن غلوب لأفضل ممثل في مسلسل درامي تلفزيوني، بالإضافة إلى جائزة نقابة ممثلي الشاشة لأفضل أداء لممثل في مسلسل درامي. كما أُدرجت شخصية باتريك جين أيضًا ضمن قائمة "أكثر محققي الجريمة جاذبية على الشاشة" التي نشرتها مجلة TV Guide.